# 京畿道
京畿道（韩语：／ Gyeonggido）是韓國的一个行政道和韩国人口最多的地方自治团体，首府是水原市:268，京畿道环绕着韩国首都首尔和仁川广域市，总面积10,175平方公里，人口超过1,300万，北隔着三八线与朝鲜民主主义人民共和国相邻，东为江原特別自治道，南与忠清北道和忠清南道接壤，西与中华人民共和国隔海而望:268。
传说公元前18年温祚王在河南地区建立百济都城慰礼城。三国时期，京畿地区是百济、高句丽和新罗激烈争夺之地。高丽时期，“京畿”的名称开始被正式使用。朝鲜王朝时期京畿道是朝鮮八道之一。朝鲜日占时期，“京城府”被编入京畿道。日本无条件投降后，京城府復名漢城（首尔），与京畿道分离。1981年，仁川升级为直辖市与京畿道分离。:268
京畿道是韩国首都圈的一部分，人口稠密，交通便利，很早就成為韩国最大的工业地带。肥沃的汉江平原自古以来以出产京畿米而闻名:269-270。京畿道在历史上长期以来属于首都地区，留有众多历史遗址。水原华城、南汉山城、朝鲜王陵等为联合国教科文组织指定的世界文化遗产。

## 历史
涟川郡全谷里旧石器时代遗址、河南市渼沙洞新石器时代遗址和骊州市欣岩里青铜器时代遗迹等史前遗迹表明早期人类在远古时期就已经开始在京畿道地区生活。公元前2世纪左右，京畿道北部曾建有辰国，后成为马韩领地。在马韩54个部落国家中有10余个小国分布在京畿地区。在传说公元前18年温祚王从高句丽卒本扶余出逃在河南地区建立百济都城慰礼城之前，京畿道地区是个重要的要塞。三国时期，这一地区成为百济、高句丽和新罗的争夺之地。5世纪中叶，汉江流域被高句丽吞并，553年（真兴王14年）成为新罗的领地。新罗统一三国后，统一新罗将全国划分为九个州，京畿道地区被称为汉山州。后三国时期，京畿道地区成为后百济的势力范围。:268

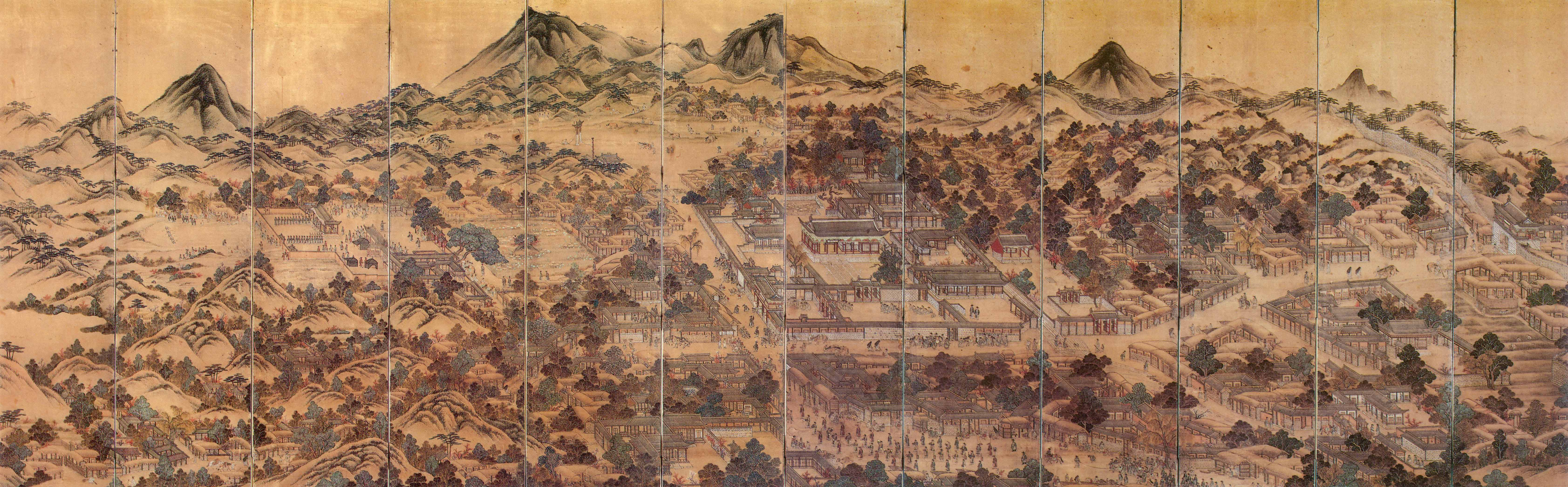
京畿监营图

公元940年（高丽太祖23年），京畿道地区改称广州，后于公元995年（成宗14年）高丽实施10道制时被划入关内道。1018年（显宗9年），高丽将开京周围的六赤县和七畿县两个县合并，称其“京畿”。1069年（文宗23年），京畿从杨广、交州、西海道划归了39个县并增加了13个县，扩充到共52个县。1106年（睿宗元年），高丽改为五道两界制时，京畿道改名为“杨广道”。1390年（恭让王2年），杨广道、交州道、西海道合并后被分为“京畿左道”和“京畿右道”。:268
1413年（太宗13年）朝鲜王朝实施八道制后，京畿左、右两道合并为“京畿道”。1895年朝鲜改为23府制时，京畿道被分为汉城府、仁川府和开城府。此年实行13道制时，又恢复了原来京畿道的名称。1910年，汉城府改名为“京城府”，被编入京畿道。1930年实施“邑面制”时，京畿道分为3府、20郡、2个邑。:268
1945年日本无条件投降后，朝鲜半岛开始南北分治。位于三八线以南的黄海道延白郡和甕津郡的大部分地区被编入京畿道，而位于三八线以北的涟川郡、开丰郡、长湍郡和抱川郡的一部分地区则在北方的控制之下。美国军政厅临时托管朝鲜半岛南部。1946年，京城府改名首尔，并与京畿道分离。1949年，韩国实行“地方自治制度”，改府为市。水原邑改为水原市；水原郡改为华城郡；安养面升为安养邑:268。1981年7月1日，仁川升级为直辖市与京畿道分离。目前，京畿道由28个市和3个郡构成。

## 地理
京畿道位于朝鲜半岛中部，东经126°到127°之间、北纬36°到38°之间，环绕着韩国首都首尔和仁川广域市，西临黄海，北隔着三八线与朝鲜民主主义人民共和国相邻，东与江原道相连，南与忠清北道和忠清南道接壤:268。京畿道总面积 10,175平方公里，占韩国国土总面积的10.1%。目前京畿道人口超過1,300万，是韩国人口最多的地方自治团体。

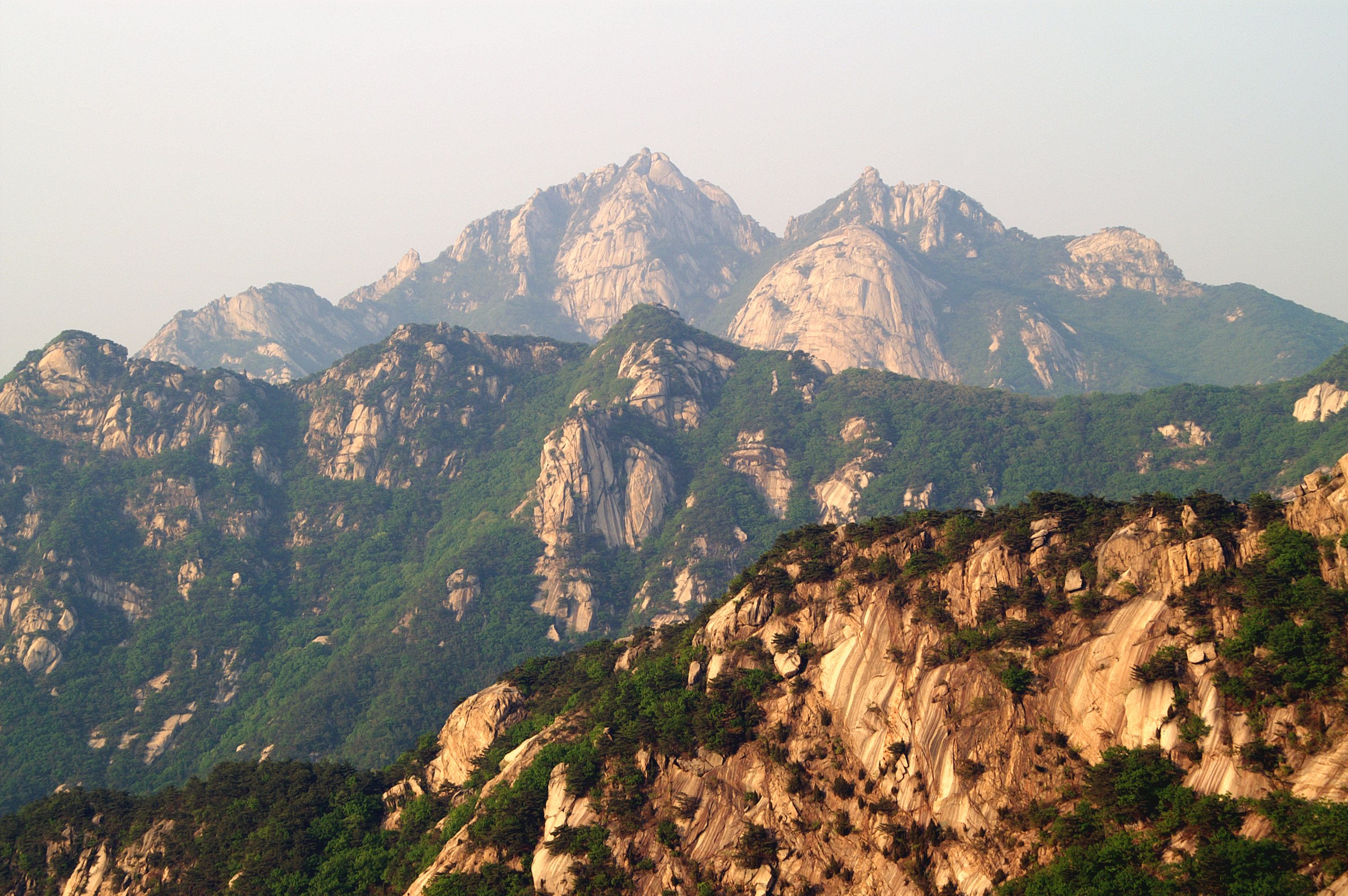
北汉山

汉江自东向西横穿京畿道，将其分为江北和江南两大部分。汉江以北地区属于山岳地带，以南则是广阔的平原地带。北部的马息岭山脉和南部的广州山脉及车岭山脉是京畿道山脉的主干部分。这些山脉越接近西海岸越低，最后变成了平原或丘陵。广州山脉耸立有国望峰（1168米）、华岳山（1468米）、广德峰（1046米）、龙门山（1157米）等山峰。北部马息岭山脉海拔相对较高山峰有天摩山、摩利山和穴口山等。京畿道与忠清北道交界处的车岭山脉多为海拔较低的丘陵山地。:269
京畿道境内的主要河流有汉江、临津江、安城川等。汉江全长514公里，由发源于金刚山附近的北汉江水系和发源于五台山附近的南汉江水系汇合而成，是韩国第二大河流，流域面积约为27260平方公里，为韩国第一。临津江发源于马息岭附近，在坡州市积城面和汶山邑与汉江主干交汇，后流入江华湾。安城川发源于安城国师峰附近，流经安城市和平泽市后注入牙山湾，是京畿道与忠清南道的界河。这些河流在下游江口形成了金浦平原、平泽平原等土质肥沃，水资源丰富的冲积平原。:269

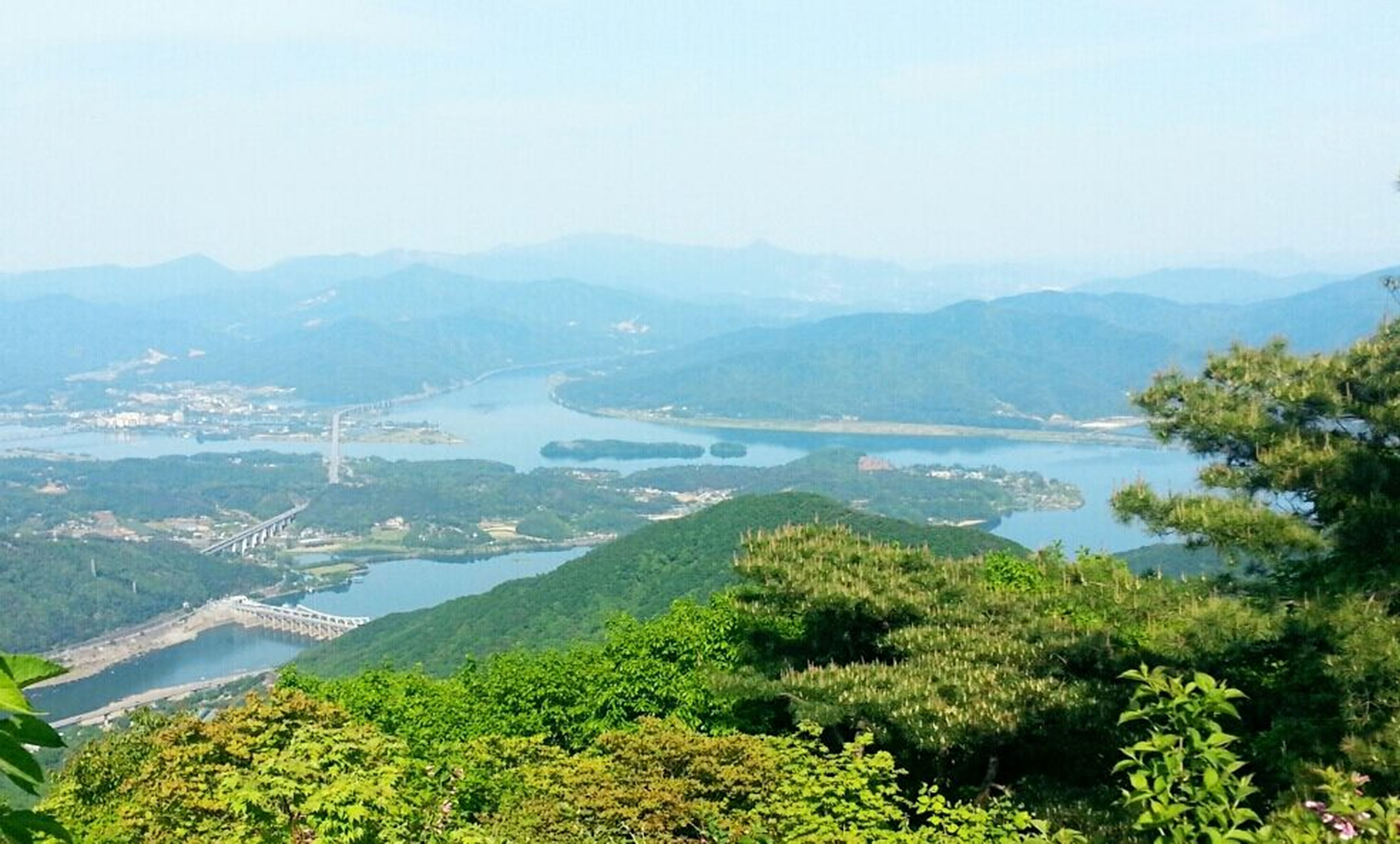
八堂大坝和八堂湖

京畿道海岸线曲折，海湾、半岛和岛屿众多。主要的海湾有江华湾、仁川湾、南阳湾、牙山湾等（合称京畿湾）。半岛主要有金浦半岛、仁川半岛和华城半岛等。主要的岛屿有江华岛、乔桐岛、永宗岛和德积岛等。京畿湾潮差非常大。牙山湾和仁川的潮差最大分别达到8.6米和8.1米。挟带的大量泥沙的汉江、临川江、安城川等大河在京畿湾一带形成了广阔的临海滩涂。:269

### 气候
京畿道的气候属于夏季和冬季温差很大的大陆性气候，四季特点较明显。春天温暖，夏天又热又湿，秋天凉爽，冬天寒冷下雪。年平均气温为11~13C°，其东北的山岳地带气温较低，其西南的海岸地区则较高。一月份的平均气温在京畿湾一带为-4C°，在南汉江流域为-4 ~ -6C°，在北汉江和临津江流域为-6 ~ -8C°；从海岸越往大陆越寒冷，气温差更大。夏天的地区温差比冬天小，内陆地区气温比京畿湾一带更高；平泽为其最热的地方，8月份平均气温为26.5C°。年平均降水量为1,100毫米上下，雨量偏大；夏季多雨，冬季天气较干燥。东北的内陆地区北汉江流域和临津江上游的降水量为1,300～1,400毫米，比海岸地区的900毫米降水量高出很多。

## 行政区划

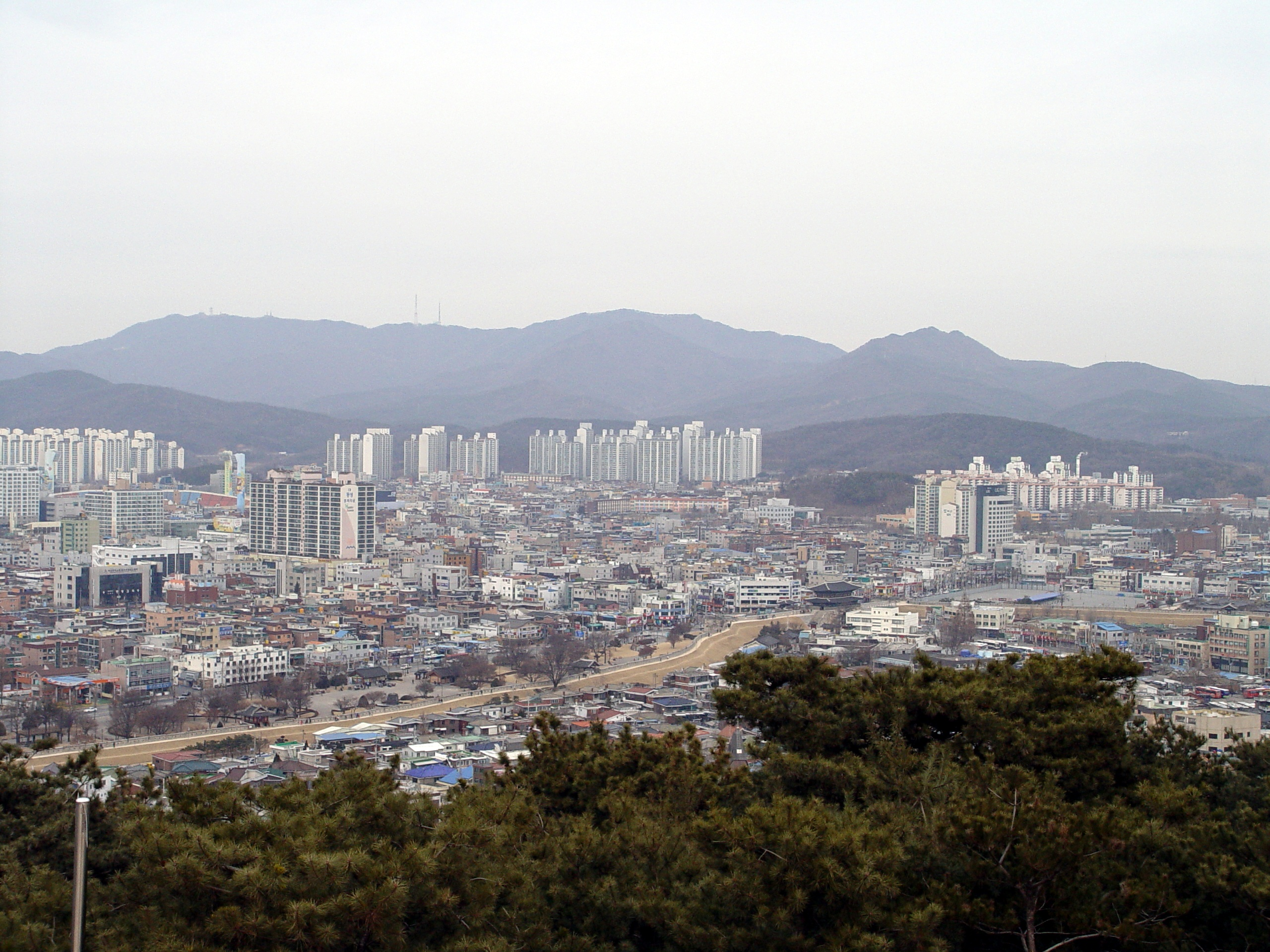
水原市

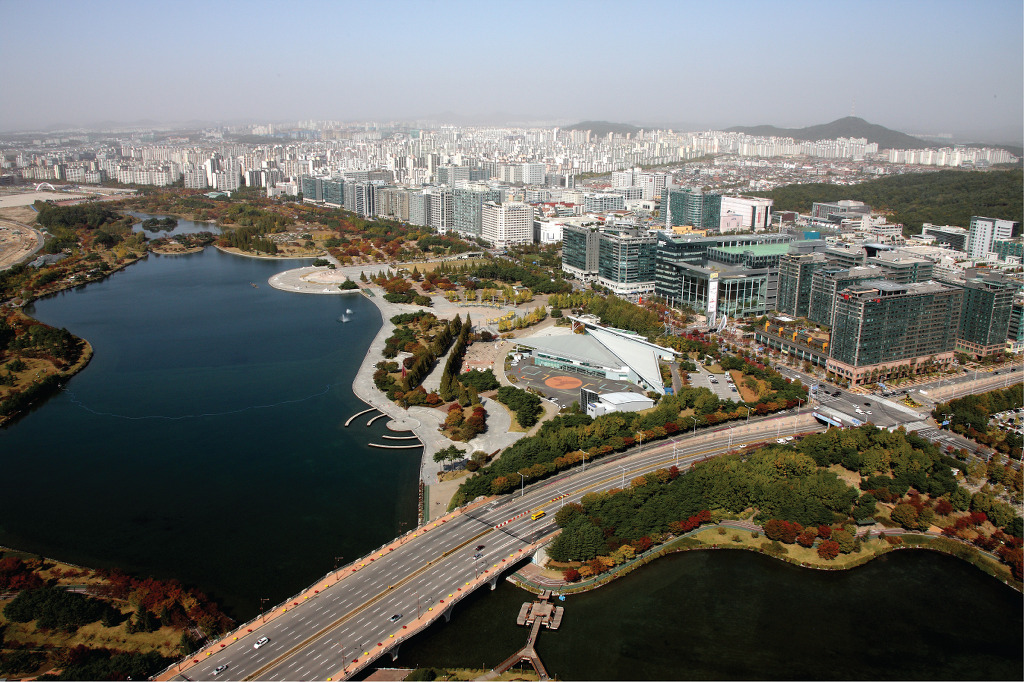
高阳市

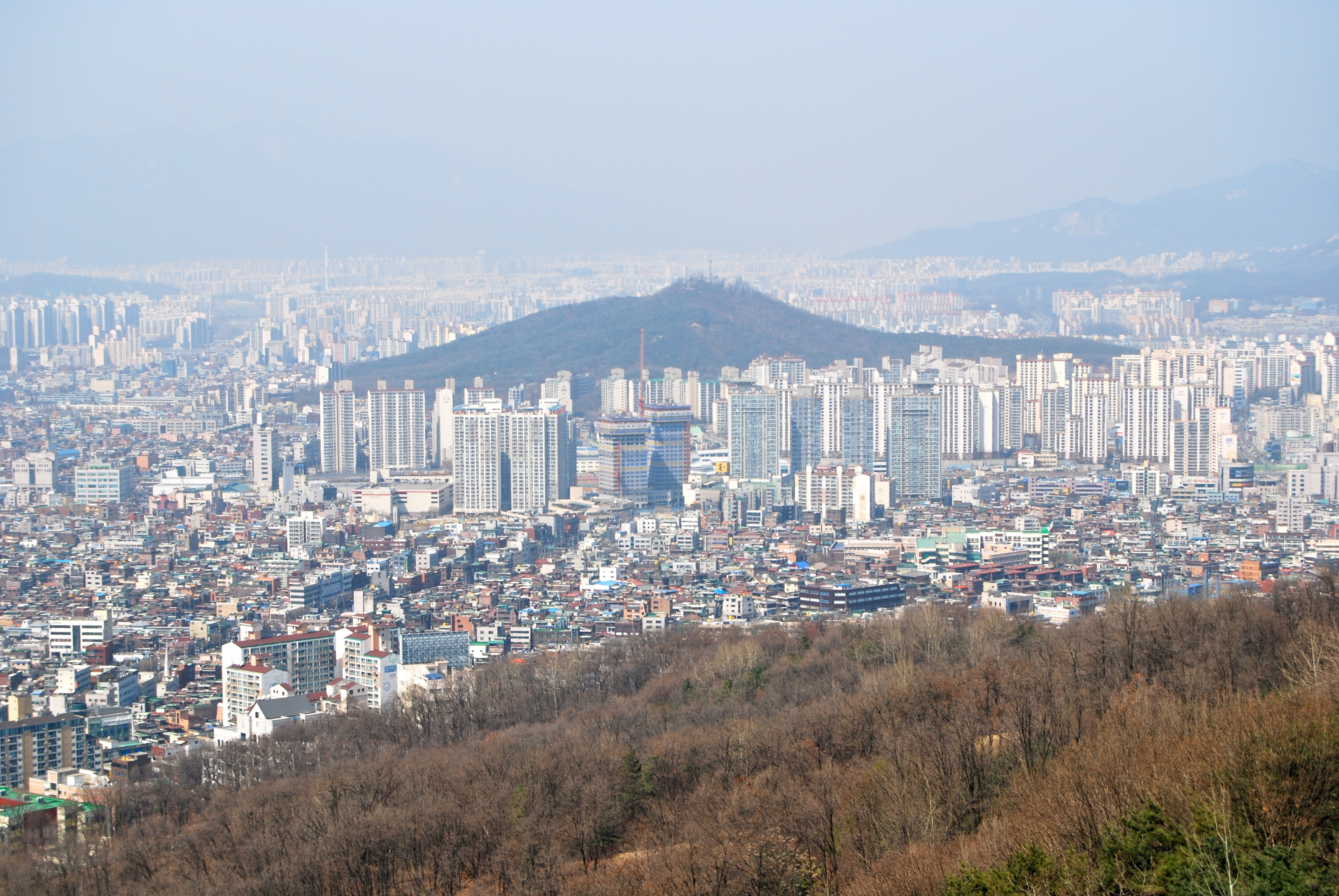
九里市

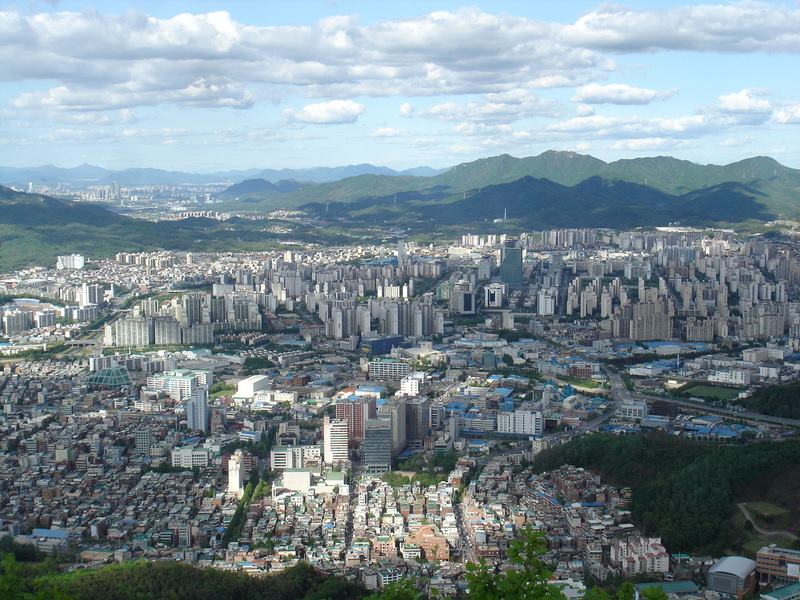
安养市

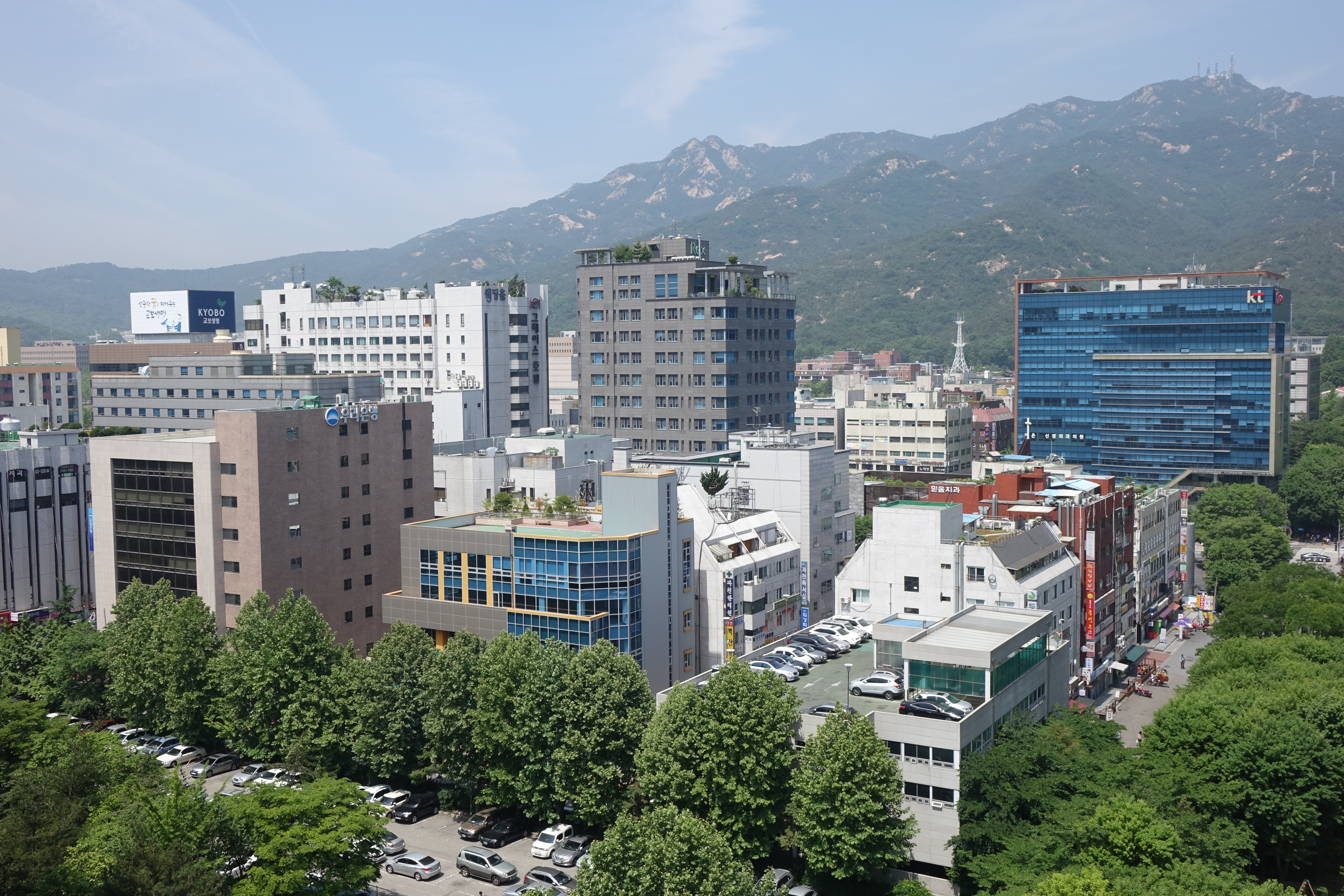
果川市

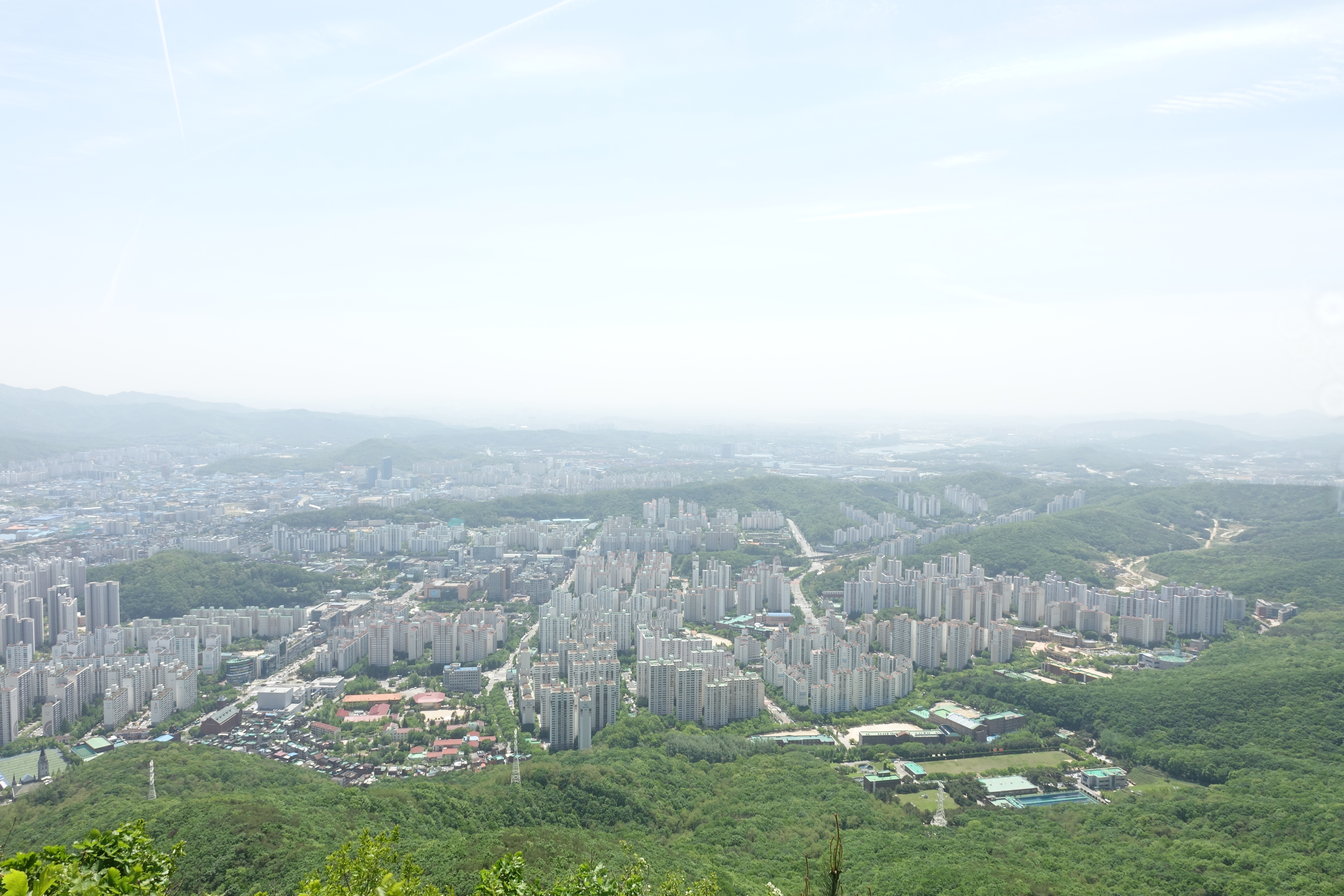
军浦市

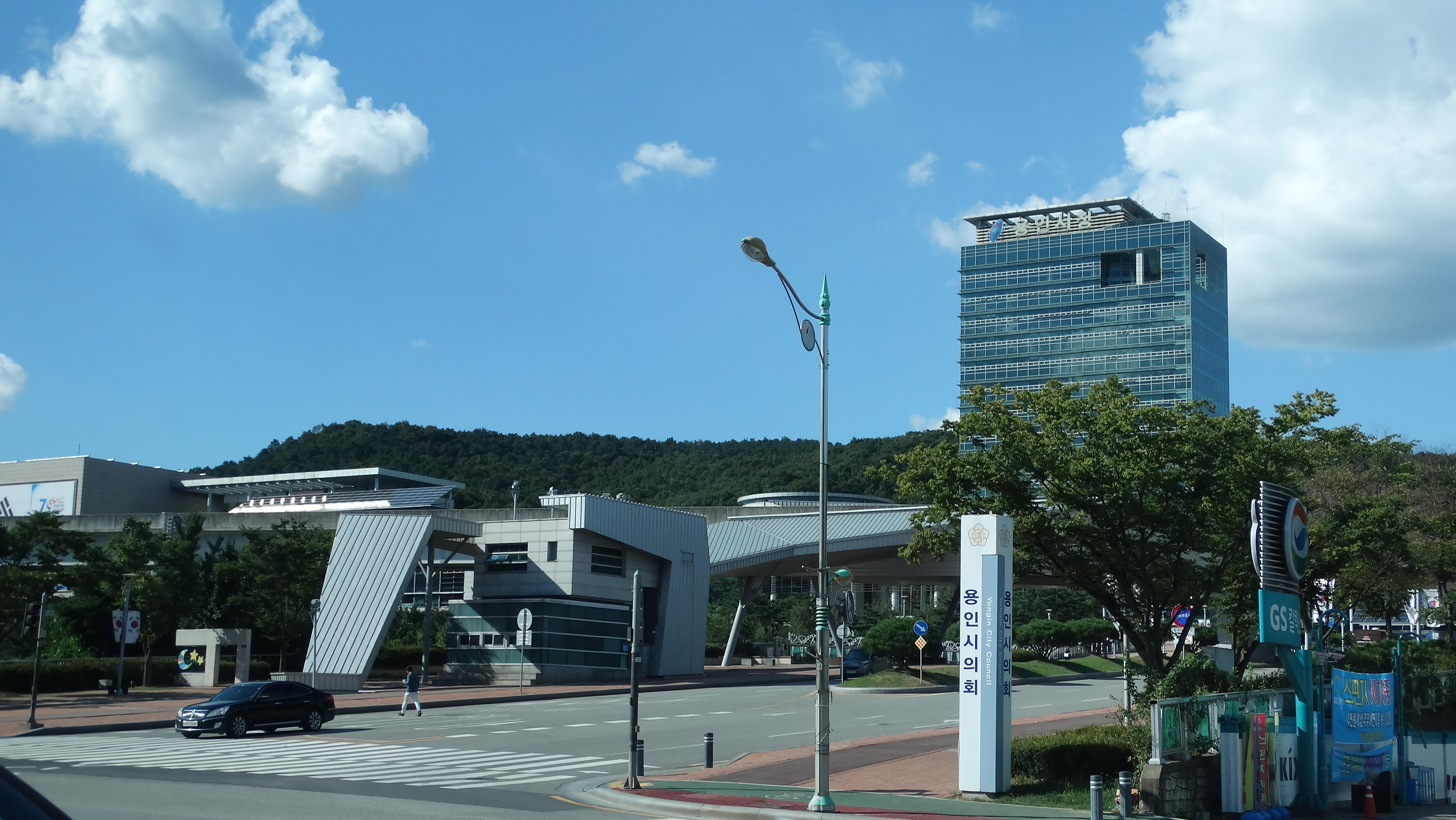
龙仁市市政厅

京畿道行政區劃由28市（4个特例市、8個大都市、16个一般市）、3郡構成。受到首尔市卫星城第一批新城市开发的影响，很多郡升格为市。
京畿道辖区的交通网络完全以区外的首尔市为核心修建，其首府水原市位于辖区南部，北部各市郡难以前往水原办理业务。自2000年起京畿道在北部的议政府市成立北部厅舍，接管议政府市、杨州市、高阳市、坡州市、南杨州市、九里市、东豆川市、抱川市、涟川郡、加平郡的业务。
| 地图       | #          | 名称     | 韩文      | 人口（2021年4月） |
| ---------- | ---------- | -------- | --------- | ----------------- |
|            | — 特例市 — |          |           |                   |
| 1          | 水原市     | 수원시   | 1,185,532 |                   |
| 3          | 高陽市     | 고양시   | 1,080,736 |                   |
| 4          | 龍仁市     | 용인시   | 1,076,773 |                   |
| 9          | 華城市     | 화성시   | 976,655   |                   |
| — 大都市 — |            |          |           |                   |
| 2          | 城南市     | 성남시   | 932,867   |                   |
| 5          | 富川市     | 부천시   | 812,158   |                   |
| 6          | 安山市     | 안산시   | 655,816   |                   |
| 7          | 安養市     | 안양시   | 551,189   |                   |
| 8          | 南楊州市   | 남양주시 | 721,767   |                   |
| 12         | 平澤市     | 평택시   | 546,154   |                   |
| 11         | 始興市     | 시흥시   | 510,098   |                   |
| 17         | 金浦市     | 김포시   | 481,719   |                   |
| — 市 —     |            |          |           |                   |
| 10         | 議政府市   | 의정부시 | 461,077   |                   |
| 13         | 光明市     | 광명시   | 295,690   |                   |
| 14         | 坡州市     | 파주시   | 470,096   |                   |
| 15         | 軍浦市     | 군포시   | 271,007   |                   |
| 16         | 廣州市     | 광주시   | 383,794   |                   |
| 18         | 利川市     | 이천시   | 219,224   |                   |
| 19         | 楊州市     | 양주시   | 234,990   |                   |
| 20         | 九里市     | 구리시   | 195,324   |                   |
| 21         | 烏山市     | 오산시   | 230,769   |                   |
| 22         | 安城市     | 안성시   | 188,038   |                   |
| 23         | 義王市     | 의왕시   | 162,227   |                   |
| 24         | 抱川市     | 포천시   | 147,317   |                   |
| 25         | 河南市     | 하남시   | 301,801   |                   |
| 26         | 東豆川市   | 동두천시 | 93,289    |                   |
| 27         | 果川市     | 과천시   | 68,955    |                   |
| 28         | 驪州市     | 여주시   | 111,913   |                   |
| —郡 —      |            |          |           |                   |
| 29         | 楊平郡     | 양평군   | 119,505   |                   |
| 30         | 加平郡     | 가평군   | 62,206    |                   |
| 31         | 漣川郡     | 연천군   | 43,080    |                   |

## 人口
京畿道表现出一个与大韩民国的近代化和城市化相匹配的急剧的人口发展趋势。其人口在1960年为274万8,765人，1970年为329万6,950人，1980年为493万3,862人，1992年为661万9,629人，2000年為898萬2,298人，2010年為1,178萬6,622人，到了2020年则增至1,342萬7,014人。截止2020年，人口密度为1,317人/km²，远高于全国平均密度516人/km²；按性别分，男性为675万4,469人，女性为667万2,545人，男性比女性多8万人左右；總戶数为567萬6,401戶，每户人口数約为2.37人。
截止2020年，京畿道人口最多的地区是首府水原市（118万6,078人）、高陽市（107万9,216人）、龍仁市（107万4,176人）；人口最少的地区則是涟川郡（4万3,516人）、加平郡（6万2,377人）、果川市（6万3,231人）。

## 经济

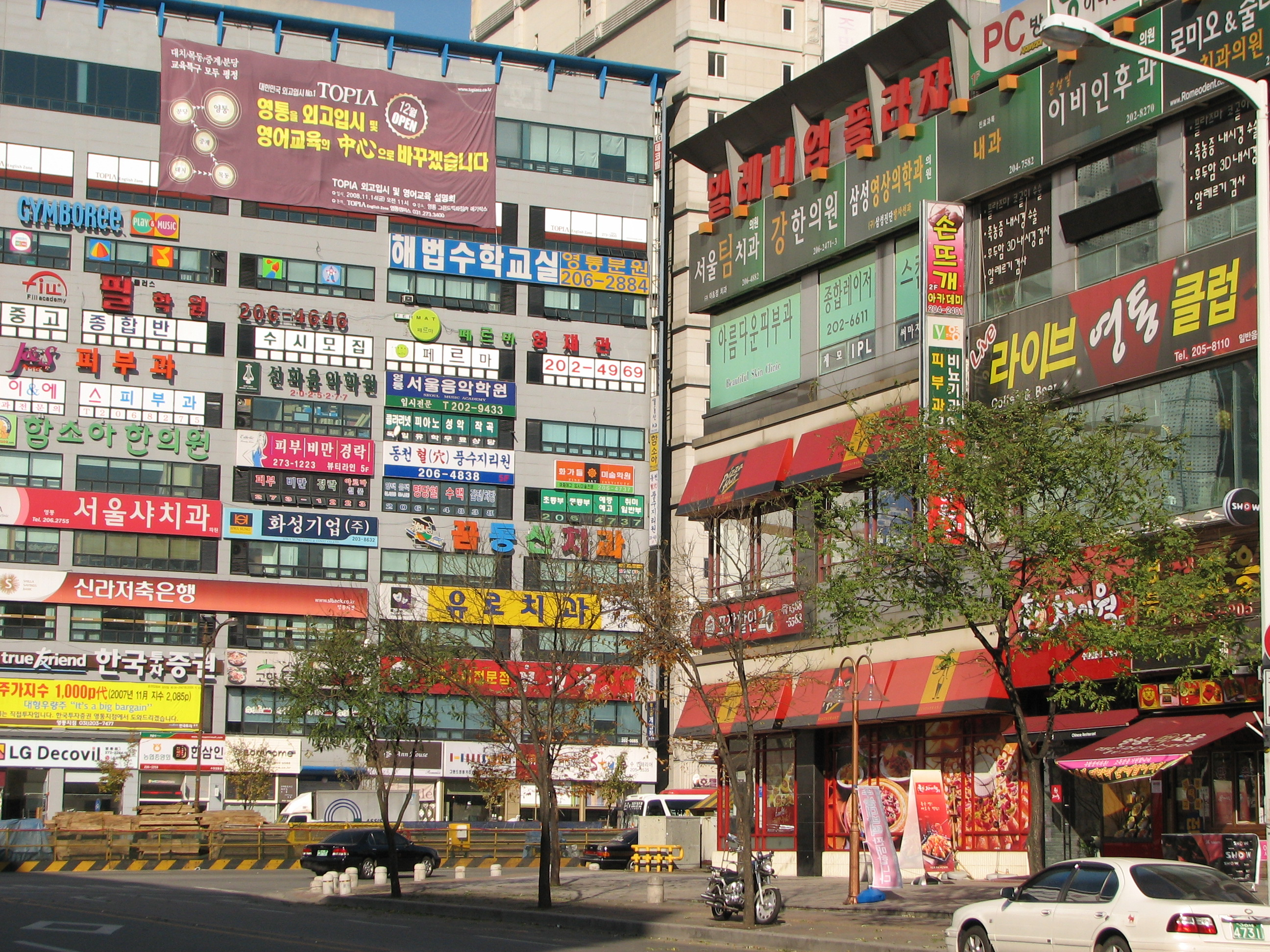
水原市商業區

京畿道的主要农产品是大米，其种植面积为总耕地面积的90%。平泽、安城、华城和利川等地自古以来就以出产京畿米而闻名。京畿道蔬果产业很发达，白菜、南瓜、菠菜的产量居韩国之首。江华、杨平、抱川等地是人参和其它经济作物的种植地。京畿道的畜产业也高居韩国首位。华城、安城、平泽、始兴、龙仁、骊州、扬州、广州、抱川等地是京畿道的畜牧养殖业基地。:270
京畿道地区人口稠密，交通便利，很早就韩国最大的工业地带，首都首尔的外围生产园地，电子、机械、重化工、钢铁等重工业、纤维等轻工业和农畜水林产业等各种产业发展较均衡。最近受到高工资等的影响，在韩国经济中，种类制造业的比重变得较低。为此，京畿道也为了把原有产业结构按现代标准改进，正在从多方面进行努力。京畿道正在不遗余力地进行投资，以便培育出在尖端IT、设计、会展和旅游等方面以软实力为主的服务产业和利用平泽港向东北亚贸易中心跨越。除此之外，历史悠久的梨川大米和梨川、广州陶瓷等土特产品也较为出名；水原三星半导体、坡州LG LCD园区、梨川海力士等能够代表韩国的全球化IT企业的加工基地设在京畿道。

## 交通
京畿道的国际航空交通非常发达。与韩国的门户仁川国际机场较近，第二座国际机场金浦国际机场也坐落在京畿道。京畿道是韩国最早的一条铁路京仁线和最早的一条高速公路京仁高速公路穿过的地区，属于首尔大都市圈和首都圈，与首尔特别市结成了紧密的关系。其道路铺设率达到平均86.5%，贯通首尔特别市的地铁在西南方向与国家铁道相接，经京畿道至天安市；向北则有一号线地铁连通至东豆川；首都圈地铁交通非常方便：三号线地铁向北通向高阳市；四号线向西南延长通至果川市、安山市；从水西至龙仁宝亭，则有盆唐线地铁经由。利用平泽港的海运交通比重也较高。这是因为平泽港作为以首尔特别市为首的附近地区进出口等贸易的一个门户，发挥着重要的作用。

## 教育

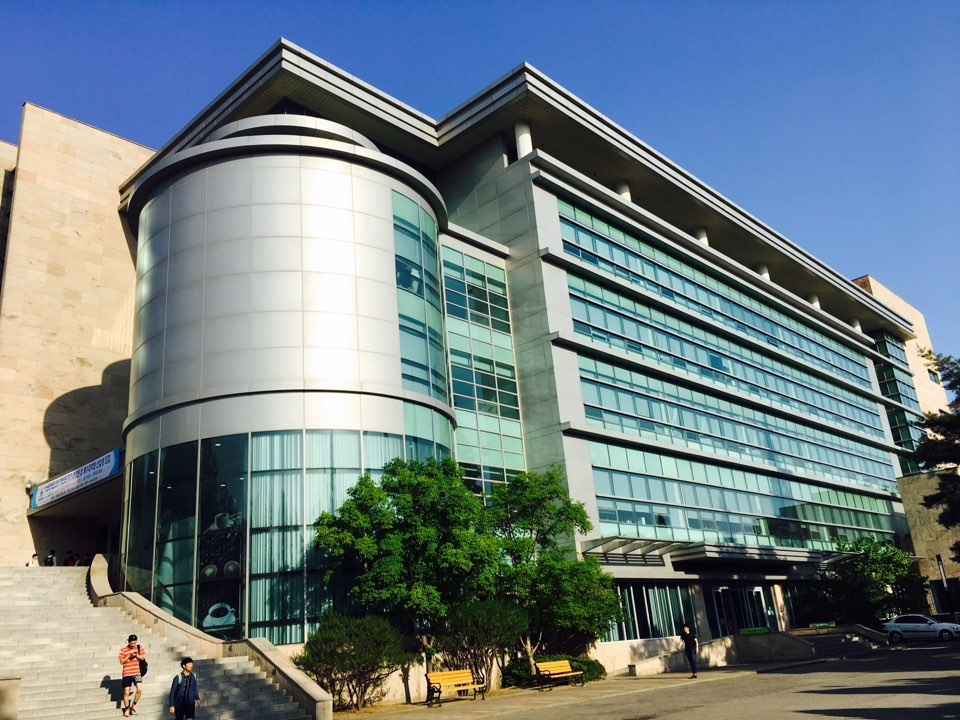
水原大学

京畿道为了培养出全球化时代的人才，对教育进行大量投资。目前，正在落实争取知名大学在京畿道办分校和增设潜能教育职业高中等项工作。英语教育有国内规模最大的坡州英语村以及正在开办的安山、阳坪英语村。

### 公立大學
- 警察大学
- 韩京大学

### 私立大學
| - 江南大学 - 京畿大学 - 嘉泉大学 - 庆熙大学 - 檀国大学 | - 大真大学 - 卢瑟大学 - 明知大学（理科分校） - 首尔神学大学 - 首尔长神神学院 | - 圣洁大学 - 水原天主教大学 - 水原大学 - 新京大学 - 亚洲联合神学院 | - 亚洲大学 - 安养大学 - 龙仁大学 - 中央大学（安城） - 加尔文大学 | - 平泽大学 - 抱川中文医科大学 - 韩国工业技术大学 - 韩国外国语大学 | - 韩国航空大学 - 汉北大学 - 韩世大学 - 韩神大学 - 汉阳大学 - 协成大学 |

## 文化

### 史迹

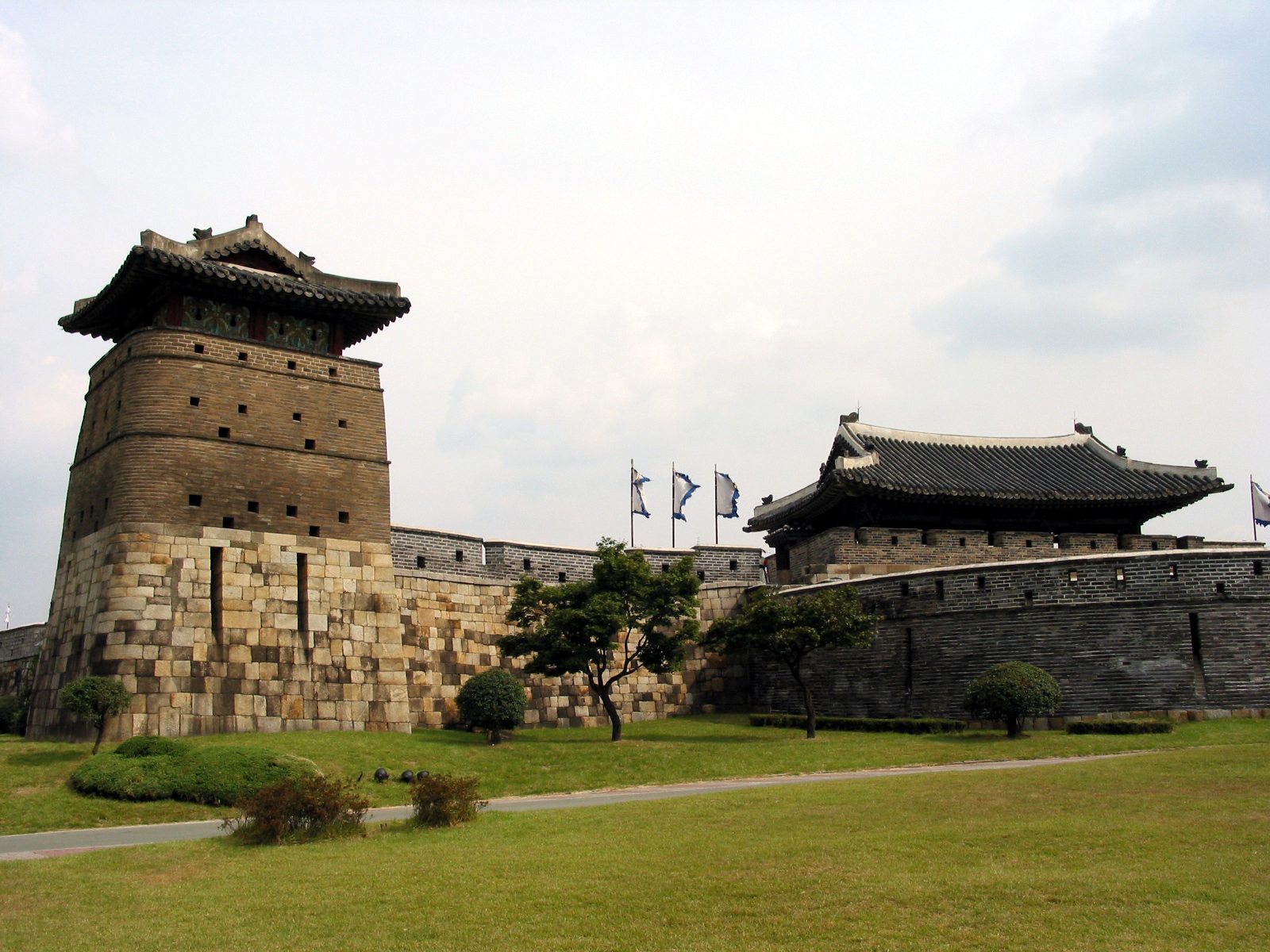
水原华城

京畿道在历史上，长期以来都属于首都地区，留下了较多历史遗址。王陵有九里市的东九陵、南杨州市的光陵、洪陵和裕陵等；城廓有被指定为世界文化遗产的水原华城、南原山城、幸州山城和江华山城等；寺庙除了在韩国历史最悠久的木结构建筑江华浮石寺无量寿殿之外，还有很多可做寺庙生活体验的历史悠久的京畿道内寺庙。在龙仁市的韩国民俗村可以了解民俗文化；在坡州市的板门店可以了解朝韩分裂的历史和现状。

### 演出、美术
京畿道政府从道级层面进行大量投资，以保证不必去首尔在京畿道也可以就近享受高水平的文化生活。在水原京畿道文化殿堂、龙仁京畿道国乐堂有较多演出活动；龙仁京畿道博物馆、龙仁白南准艺术中心、安京畿道美术馆、广州陶瓷博物馆等，均是由道府安排建立和运营的设施。还有，长兴艺术园、坡州海夷里出版艺术园区、梨川陶瓷会展中心等名扬一方的去处。

### 体育

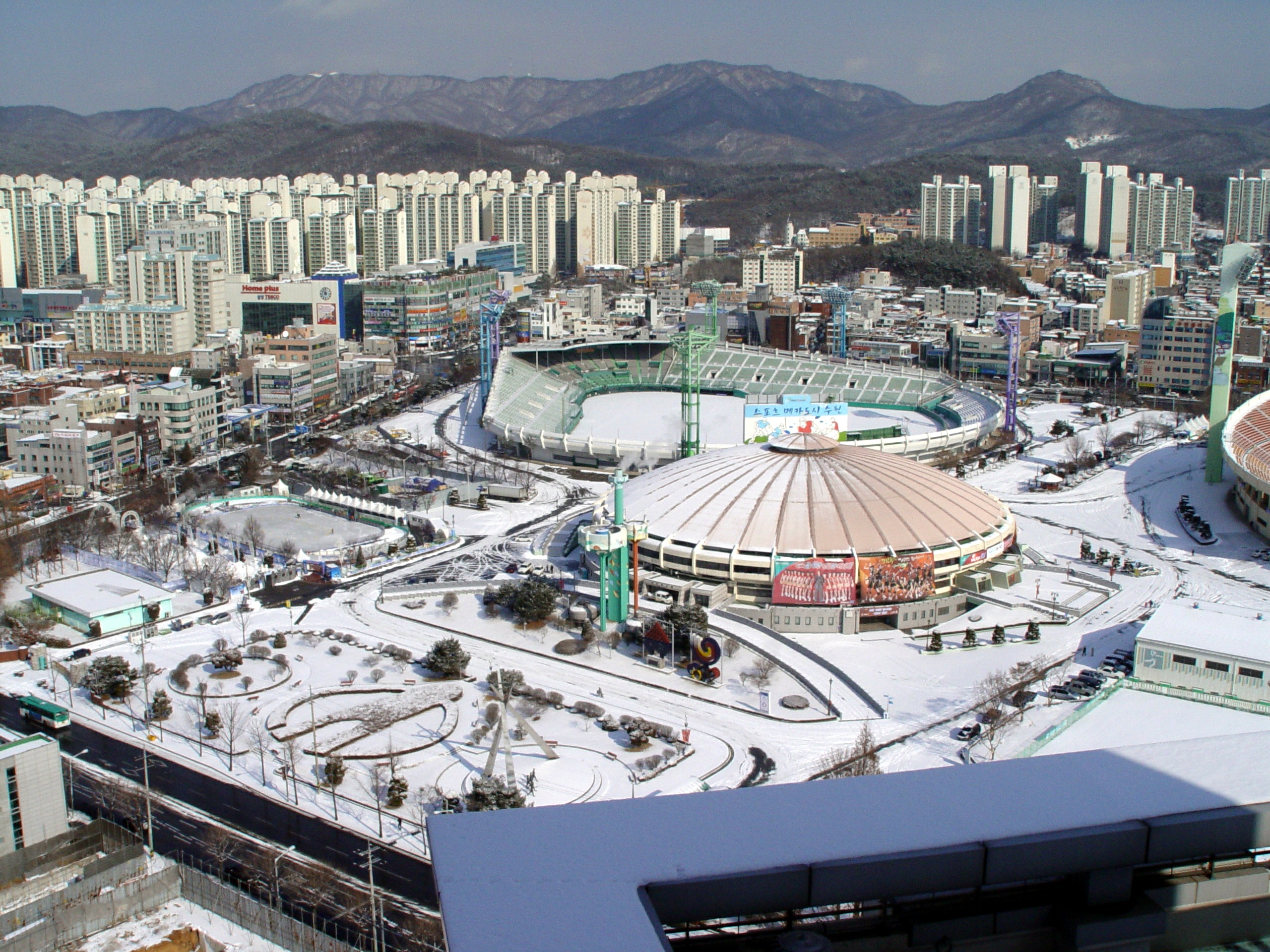
水原综合运动场

在水原世界杯比赛场，曾举办过2002年韩日世界杯比赛。京畿道有把自己的主场注册在京畿道的职业足球俱乐部水原三星藍翼和城南一和天马等足球队；有把主场注册在九里市的锦湖人寿保险篮球俱乐部赤翼篮球队等。

## 旅游

### 休閒

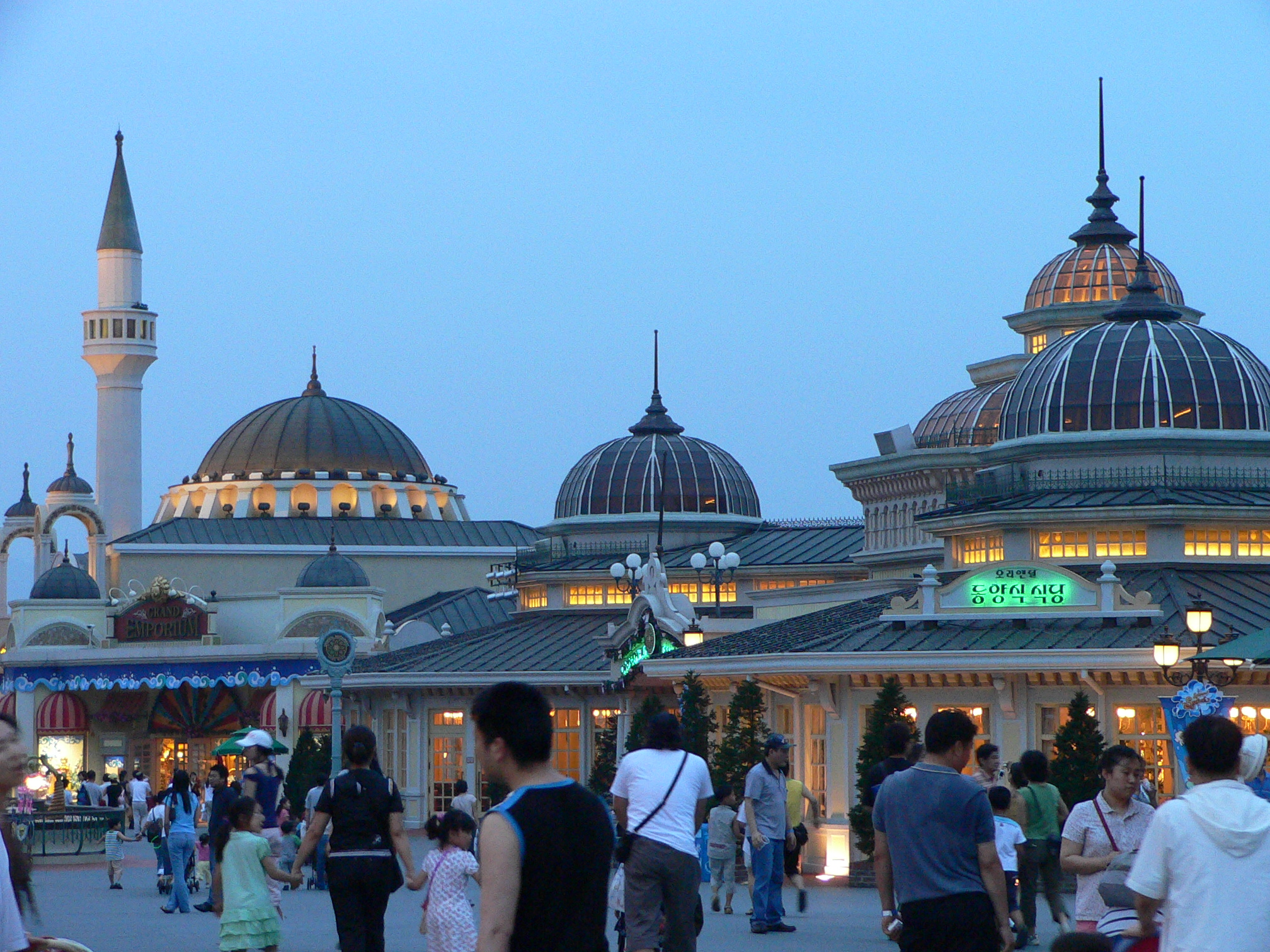
爱宝乐园

首爾大公園（動植物園）座落在果川市，但由首爾代管。被列为参观人数占世界第十位的主题公园——爱宝乐园（Everland）坐落在龙仁；高阳市也在修建一座以韩流为主题的韩流坞主题公园。果川首尔大公园里建有国立现代美术馆和动物园等；龙仁韩国民俗村也是一个闔家游玩的去处。除此之外，在京畿道建有多处以首尔人为对象的著名滑雪场和高尔夫度假村；梨川温泉也比较出名。

### 公园
京畿道内的国立公园有位于议政府的北汉山国立公园；道立公园则有祝灵山自然疗养林、南汉山城道立公园、加平恋人山道立公园、水芳香树木园等。除此之外，还有东豆川市的逍遥山、杨平郡的龙门山、安养市和果川市的冠岳山等名山和汉江、临津江等的风景较为出名。

### 美食
在京畿道自古以来就有梨川米饭、杨平韩牛、水原排骨与宫中菜肴、西海岸的新鲜海味做成的海鲜菜肴等比较出名。

### 节庆活动
截止2004年，京畿道的节庆活动共有49个。
| 地区     | 节庆名称                   | 举行时间 | 主要内容 | 主办/承办                                   |
| -------- | -------------------------- | -------- | --- | ------------------------------------------- |
| 水原市   | 水原华城文化节             | 10月     | 演示正祖大王祭陵御驾、华宁殿献茶礼、再现惠庆宫洪氏花甲寿宴、再现古代科举考试 全国家庭主妇农乐表演节、传统旗帜展、文化艺术庆典、国际饮食节、画华城 | 水原市、华城文化节执行委员会                |
| 水原市   | KBS电视剧节                | 8月~10月 | KBS Magic、Studio Tour、数字电影器械、公开播放、历史再现剧、全国业余影像展                                                                        | 水原市、KBS                                 |
| 城南市   | 城南世界民俗艺术节         | 5月      | 来自12个国家的400名演出队参加的世界民俗舞蹈、音乐、服装节                                                                                         | 城南市/ 国际京坪（株）                      |
| 城南市   | 城南文化艺术节             | 10月     | 国际/舞蹈/音乐/戏剧/电影节 美术作品展/摄影作品展 市民百日大集、市民赛歌会                                                                         | 城南市、城南艺总 城南艺总和会员团体         |
| 城南市   | 牡丹民俗五日大集庆典       | 4月      | 多种传统民俗艺术表演、回忆的歌谣舞台、现代感觉艺术表演                                                                                            | 牡丹民俗五日大集庆典筹办委员会              |
| 城南市   | 城南丽水村茶花节           | 7月      | 莲花与自然练习场参观展览会、莲饮食与乡土饮食之角                                                                                                  | 莲花节筹办委员会                            |
| 安养市   | 安养文化艺术节             | 5月      | 美术、音乐、舞蹈、戏剧等丰富多彩的文化艺术活动 | 安养市 安养文化院与-艺总安养分会            |
| 安养市   | 安养市民节                 | 10月     | 有关观赏/玩乐/生活/食品的地区性节庆 | 安养市/安养市民节庆-筹办委员会              |
| 高阳市   | 高阳幸州文化节             | 10月     | 祝捷游行、民俗竞赛大会、幸州大捷告由祭典、幸州大捷慰魂祭典                                                                                        | 高阳市/高阳文化院                           |
| 富川市   | 桃花村艺术节               | 5月      | 学生与市民写作大赛、街道庆典、影像照片征集作品展、美术节、市民赛歌大会、舞蹈节、儿童家庭音乐、戏剧节、音乐节、市民电影节、市民摄影大赛            | 韩国艺总富川分会                            |
| 安山市   | 檀园美术节（金弘道纪念节） | 10月     | 美术大展：美术征集作品大展、美术欣赏课堂、街道美术节 安山金弘道纪念节：檀园宣传馆、古生活用品展览、露天戏、美术体验、传统食品等                   | 安山市/檀圆美术节管理委员会                 |
| 安山市   | 别望城艺术节               | 9月      | 别望城山神祭、别草舞试演、烟花节、青少年戏剧节、国乐大庆展、其它艺术活动等                                                                        | 安山市/安山艺总                             |
| 安山市   | 星湖文化节                 | 5月      | 星湖拜慕节、国家重要文化节演出、京畿民歌合唱团表演、星湖思想学术大会、其它活动                                                                    | 安山市/安山文化院                           |
| 议政府市 | 统一艺术节                 | 5月      | 展览会、传统舞蹈盛大演出、同心市民歌谣节、写作大赛、现代美术招待展                                                                                | 艺总议政府分会                              |
| 议政府市 | 回龙文化节                 | 10月     | 重现王室御驾、展览会、龙舞、露天戏等 | 议政府文化院                                |
| 议政府市 | 议政府国际音乐剧节         | 5月      | 海外团体邀请演出、大学生新作展示活动、展览会 | 议政府艺术的殿堂                            |
| 南杨州市 | 茶山文化节                 | 10月     | 茶山牧民奖颁奖、文艺大赛、传统民俗表演体验活动等                                                                                                  | 南杨州市/ 南杨州文化院                      |
| 南杨州市 | 南杨州野外演出节           | 8月      | 邀请国内外著名演出团体表演、青少年聚一堂、体验活动等                                                                                              | 南杨州市                                    |
| 光明市   | 云山艺术节                 | 10月     | 国乐节、美术展、书画展、照片展、写作大赛、学生音乐竞赛大会、戏剧表演、国乐比赛大会                                                                | 艺总光明分会/各级协会                       |
| 光明市   | 梧里文化节                 | 5月      | 李元翼生涯和思想讲演会、露天游戏、画图比赛、音乐、短距离马拉松、假面演出                                                                          | 光明文化院                                  |
| 始兴市   | 物旺艺术节                 | 5月      | 国乐大全庆典、文学等艺术活动、市民歌谣节 | 艺总始兴分会/始兴市府                       |
| 始兴市   | 莲城文化节                 | 10月     | 儿童剧、写作大赛、开放音乐会、削长丞比赛及长丞节                                                                                                  | 始兴文化院/ 始兴市府                        |
| 军浦市   | 军浦市民大庆典             | 4月      | 家庭队列、街头展览、小区音乐会、银发节、摄像大赛等                                                                                                | 军浦市文化宣传课                            |
| 军浦市   | 杜鹃东山节                 | 4月      | 各种展览会及音乐会 | 军浦市文化宣传课                            |
| 九里市   | 九汉江油菜花节             | 5月      | 放飞蝴蝶、音乐会、市民赛歌会、美术、作文大赛、摄影大赛、青少年摇滚乐                                                                              | 九里市/ 韩国艺总九里分会                    |
| 九里市   | 九里波斯菊节               | 9月      | 田野节、中国杂技团表演杂技、露天电影欣赏、微笑照片拍摄、各种体验活动等                                                                            | 九里市/ 韩国艺总九里分会                    |
| 河南市   | 河南二圣文化节             | 9月      | 引进公开播放、道立剧团演出、市民团体表演、市民参与场                                                                                              | 河南市府/ 河南文化院                        |
| 义王市   | 义王白云艺术节             | 10月     | 义王古道行走、我也艺术家、写作大赛、写生大赛、口述童话、木偶剧、农乐表演、制作传代玩具、吉他表演等                                                | 义王白云艺术节筹办委员会                    |
| 安城市   | 安城男寺堂岩德纪念节       | 9月      | 学术大会、糟糖贩子杂耍、假面表演比赛、走绳索比赛、岩德宣传馆、男寺堂游戏六场戏、街头戏、综合剧、露天戏、再现民俗大集与家畜市场                    | 安城市                                      |
| 安城市   | 安城竹山国际艺术节         | 6月      | 民办著名艺术家舞蹈、音乐、创作表演、先驱作品展、与作者一道写作作品、影像展                                                                        | 社团法人笑岩                                |
| 安城市   | 竹山儿童节                 | 5月      | 儿童专门剧每日各演出二场，体验 | 节庆剧团飞天舞                              |
| 杨州市   | 杨州传统文化艺术节         | 5月      | 无形文化遗产与传统民俗艺术团体演出 | 杨州市/节庆筹办委员会                       |
| 杨州市   | 杨州文化节                 | 10月     | 传统民俗艺术演出与参与活动、附属活动 | 杨州市/节庆筹办委员会                       |
| 乌山市   | 秃山城文化艺术节           | 9月      | 文化活动表演等艺术活动、市民参与聚会 | 乌山市/乌山文化院                           |
| 骊州郡   | 世宗文化大庆典             | 10月     | 国民音乐会、韩文写作大赛、皇后出行銮驾、各种展览会、全国征集照片展                                                                                | 骊州郡、骊州文化院 艺总骊州分会             |
| 骊州郡   | 骊州陶器博览会             | 5月      | 陶瓷销售活动、传统陶窑点火、展览演出活动与化验活动                                                                                                | 骊州郡、骊州陶瓷博览会                      |
| 骊州郡   | 骊州进祥名品展             | 10月     | 进祥农产品展览、出售优秀农特产品、国际地瓜菜肴大赛、农活体验活动（地瓜旅游）                                                                      | 骊州进祥名品展筹办委员会 骊州郡农业技术中心 |
| 骊州郡   | 明成皇后悼念祭典           | 10月     | 灵山祭典、解冤术 | 骊州郡、 骊州文化院                         |
| 坡州市   | 栗谷文化节                 | 9月      | 紫云书院秋享祭礼、学术座谈会、再现儒家行列、栗谷及韩诗作诗大赛、乡土作家邀请展、书法大展等                                                        | 坡州市/坡州文化院                           |
| 坡州市   | 坡州儿童图书城             | 10月     | 图书展览与销售书文化聚会、研讨会游戏聚会、体验学习等                                                                                              | 坡州市、 坡州出版园区                       |
| 坡州市   | 海夷里节                   | 10月     | 在海夷里村展览美术及造型作品、建筑旅游、表演、打击乐、舞蹈、戏剧、经典爵士、作坊教室等                                                            | 坡州市、坡州建委、海夷里节庆组委会          |
| 坡州市   | 坡州艺术节                 | 5月      | 音乐演出、国乐表演、文学讨论会、笔试写作考场、美术协会会员作品展                                                                                  | 坡州市/ 坡州艺总                            |
| 梨川市   | 雪峰文化节                 | 10月     | 展览活动、文艺活动、庆祝活动、民俗活动 | 节庆筹办委员会 梨川文化院                   |
| 梨川市   | 梨川陶瓷节                 | 8、9月   | 展览活动、销售活动、演出活动 | 梨川市/ 节庆筹办委员会                      |
| 梨川市   | 梨川长湖院桃子节           | 9月      | 民俗活动、文艺活动、研讨会、团结活动 | 节庆筹委/ 东部果树农协                      |
| 梨川市   | 梨川新米节                 | 10月     | 民俗游戏、乡村集市、农机展 | 梨川市/ 节庆筹办委员会                      |
| 梨川市   | 梨川白沙山茱萸花节         | 4月      | 文艺活动 | 节庆筹委/柏沙面 梨川艺总                    |
| 金浦市   | 重峰文化艺术节             | 9月      | 赵献先生悼念祭典、开放音乐会、不通车一条街、优秀传统民俗艺术试演、开办农产品直接交易集市、开办食物集市等                                          | 金浦市/筹委会                               |
| 抱川市   | 山井湖水鸣声山蒲苇花节     | 10月     | 浪漫的盛宴、传统的和谐、鸣声山攀登比赛、歌手王选拔赛、英雄诞生、传统民众游戏、抱川宣传馆、名品馆                                                  | 抱川市                                      |
| 广州市   | 广州王室陶瓷节             | 5月      | 陶瓷博物馆展览、购物中心、体验泥土活动、陶瓷拍卖、传统陶窑点火、茶礼演示                                                                          | 广州市/广州王室陶艺组合                     |
| 广州市   | 南汉山城文化节             | 9月      | 御驾行列、传统舞蹈表演、文化体验学校、城廓巡视、山城游览                                                                                          | 广州市 南汉山城文化节筹办委员会             |
| 杨平郡   | 爱惜清水艺术节             | 6月      | 林中音乐会、清水之爱音乐会、农乐表演、合唱团演出、诗朗诵会、其它附属活动等                                                                        | 杨平郡/ 清水之爱协会                        |
| 杨平郡   | 白云文化节                 | 9月      | 龙门山灵祭礼、书画比赛、写生比赛、农乐比赛大会、民俗表演等                                                                                        | 杨平郡/杨平文化院                           |
| 杨平郡   | 银杏树节                   | 9月      | 全家福摄影比赛、龙门山银杏节、展现佛教传统文化、林中音乐会等                                                                                      | 杨平郡                                      |
| 杨平郡   | 世界农乐四器比赛大会       | 9月      | 世界农乐四器比赛暨表演大会 | 杨平郡/ 农乐四器表演震天响                  |
| 果川市   | 果川系列庆典               | 9月      | 国内外邀请十种文化体验、展览花卉、食物大集等 | 果川聚一堂庆典                              |
| 东豆川市 | 东豆川摇滚乐庆典           | 8月      | 高中组、大学组比赛暨专业摇滚乐队演出 | 东豆川摇滚-乐节组委会                       |
| 加平郡   | 恋人山庆典                 | 5月      | 行进表演暨田野节、统一/繁荣/丰年祈祷节、野花展、传统饮食展示                                                                                      | 加平郡/加平郡恋人山节庆筹办委员会           |
| 加平郡   | 北汉江节                   | 9月      | 北汉江赛跑大会、赛艇比赛、热爱自然步行锻炼、摩托车比赛、国际爵士节                                                                                | 加平郡/加平郡节庆-筹办委员会                |
| 涟川郡   | 涟川前谷里旧石器节         | 5月      | 旧石器体验、搭建地窖、模拟遗迹发掘表演、前史时代体验                                                                                              | 涟川郡/ 旧石器节庆筹委会                    |

## 姊妹州省
| - 南非豪登省 - 荷蘭北荷兰省 - 俄羅斯莫斯科州 - 墨西哥墨西哥州 - 美国佛吉尼亚州 - 美国犹他州 | - 美国佛罗里达州 - 越南河西省 - 英国北英格兰自治团体联合 - 瑞典西曼兰省 - 西班牙加泰罗尼亚自治區 - 印度尼西亞南苏拉威西省 - 日本神奈川县 | - 中华人民共和国廣東省 - 中华人民共和国山東省 - 中华人民共和国遼寧省 - 柬埔寨贡布省 - 加拿大不列颠哥伦比亚省 - 巴拉圭上巴拉那省 - 昆士兰州 |

## 外部連結
- 京畿道政府 （页面存档备份，存于）
- 韩国国际展览中心（KINTEX）